# Serial Line Internet Protocol
Serial Line Internet Protocol（シリアル回線IP）は、ほとんどのコンピュータに内蔵されていたシリアルポートからインターネットなどのTCP/IPネットワークに電話回線など（シリアル通信回線）の低速回線を通じて一時的に接続するためのプロトコルである。略称SLIP（スリップ）。
1984年にアメリカ3Comのリック･アダムスがBSD4.2に実装しRFC1055として標準化された。
しかしSLIPはチェックサム（イーサネットのCRCなど）などの誤り検出機構がないため、ノイズの発生しやすい回線で転送中のデータが破壊されてもリンク層で誤りを検出できない欠点があり、上位層での検出作業が必要となる。

かつては遠隔地からダイアルアップしてTelnetなどに多く使用されていたが、ネットワーク層にIPしか利用できず、上記の欠点などセキュリティも低いため、現在ではPPPに取って代わられている。

## CSLIP
Compressed SLIP（圧縮SLIP、通称：CSLIP）は上記SLIPの欠点を改善するためにRFC1144で定義されたSLIPの新しいバージョンである。現在殆どのSLIPの実装はCSLIPをサポートしている。